# Dennis Kempe
Dennis Kempe (Wesel, 1986. június 24. –) német labdarúgó, a Karlsruher SC hátvédje.